# Rhabdamminella
Rhabdamminella es un género de foraminífero bentónico de la subfamilia Bathysiphoninae, de la familia Rhabdamminidae, de la superfamilia Astrorhizoidea, del suborden Astrorhizina y del orden Astrorhizida. Su especie tipo es Rhabdamminella prismaeginosa. Su rango cronoestratigráfico abarca el Holoceno.

## Discusión
Rhabdamminella ha sido considerado un sinónimo posterior de Marsipella. Clasificaciones previas incluían Rhabdamminella en el suborden Textulariina del orden Textulariida.

## Clasificación
Rhabdamminella incluye a las siguientes especies:
- Rhabdamminella cylindrica, también considerada como Marsipella cylindrica
- Rhabdamminella prismaeginosa, también considerada sinónima posterior de Marsipella cylindrica